# جين إيفيلين أتوود
جين إيفيلين أتوود (بالإنجليزية: Jane Evelyn Atwood)‏ هي مصورة وصحفية أمريكية، ولدت في 15 ديسمبر 1947 في نيويورك في الولايات المتحدة.

## وصلات خارجية
- الموقع الرسمي
- جين إيفيلين أتوود على موقع ميوزك برينز (الإنجليزية)